# Sarah Sauquet
Pour les articles homonymes, voir Sauquet.
Sarah Sauquet, née le 5 août 1983 à Paris,  est une professeure de lettres et autrice française.

## Biographie et formation
Après des études en classes préparatoires littéraires et une maîtrise de lettres modernes à la Sorbonne, Sarah Sauquet obtient, en 2006, le concours du Cafep de lettres modernes. Elle intègre un lycée privé sous contrat qu’elle quittera en 2019 pour rejoindre le CEDRE, le Collectif de l’Enseignement à Distance.
En 2011, elle offre aux membres de sa famille des anthologies littéraires personnalisées et sa mère, Dominique Sauquet, ingénieure, lui propose de développer une version numérique de ces anthologies. L’application littéraire Un texte, un jour voit le jour en 2012. Le duo mère et fille publie huit applications sur iPhone et Android, parmi lesquelles Un Poème, un jour, dédiée à la poésie classique, et Un texte, une femme, dédiée aux écrits des femmes.
En 2013, Sarah donne une conférence TEDx sur l’innovation numérique au service des classiques. En 2016, elle lance le blog Un texte, un jour dédié à la littérature classique. Elle y interviewe notamment Guillaume Musso, Eva Bester, Hubert Védrine, Adélaïde de Clermont-Tonnerre, Bertrand Dicale, ou Nikos Aliagas.
En 2017, elle publie son premier livre, La Première fois que Bérénice vit Aurélien, elle le trouva franchement con aux éditions Eyrolles puis en 2019, Un prénom de héros et d’héroïne, un dictionnaire des prénoms littéraires aux éditions Le Robert. En parallèle, elle donne des conférences sur les liens entre littérature et webmarketing, et elle écrit pour le blog de Gallica, les revues L’École des lettres et InterCDI.
Entre 2020 et 2021, elle décline les applications Un texte, un jour et Un texte, une femme en version papier, grâce à deux publications aux éditions LibriSphaera. En 2022, elle publie Les 1000 livres qui donnent envie de lire aux éditions Glénat.

## Publications
- La Première fois que Bérénice vit Aurélien, elle le trouva franchement con, Éditions Eyrolles, 19 janvier 2017, 224 p. (ISBN 2212566263 et 978-2212566260).
- Un prénom de héros et d’héroïne, Éditions Le Robert, 7 février 2019, 440 p. (ISBN 2321013559 et 978-2321013556).
- Le Secret Gutenberg - jeu d'évasion / escape game (rédaction des pages 91 à 125), Éditions Le Robert, 8 octobre 2020, 144 p. (ISBN 2321016116 et 978-2321016113).
- Autrui, Éditions LibriSphaera, 20 juin 2020, 100 p. (ISBN 2490399144 et 978-2490399147).
- L’Engagement, Éditions LibriSphaera, 20 juin 2020, 100 p (ISBN 2490399136 et 978-2490399130).
- L’Espace, Éditions LibriSphaera, 20 juin 2020, 100 p. (ISBN 2490399128 et 978-2490399123).
- Un texte, un jour : Traverser la littérature en 365 jours, Éditions LibriSphaera, 22 octobre 2020, 800 p. (ISBN 2490399195 et 978-2490399192).
- Un texte, une femme : La littérature au féminin en 365 jours, Éditions LibriSphaera, 8 mars 2021, 920 p. (ISBN 2490399241 et 978-2490399246).
- Les 1000 livres qui donnent envie de lire, Éditions Glénat, 2 novembre 2022, 304 p. (ISBN 2344055266 et 978-2344055267).